# Œuvres marquantes
Œuvres marquantes est un concept qui, dans son sens le plus général, se réfère à un certain nombre d'œuvres, habituellement compris entre 50 et 100, considérées comme fondamentales dans la culture occidentale. Dans un sens plus spécifique, il désigne également un programme d'études ou une méthode d'éducation fondés sur une liste de ces œuvres. 

## Origine
Thomas Jefferson composait souvent des listes de grandes œuvres pour ses amis et ses correspondants, par exemple, pour Peter Carr en 1785 et à nouveau en 1787.
En 1909, l'Université de Harvard a publié une série des grandes œuvres de 51 volumes intitulée Harvard Classics.
À partir des années 1920, le professeur John Erskine de l'Université Columbia initie une réflexion avec d'autres professeurs américains sur la façon d'améliorer le système d'enseignement supérieur par un retour à la tradition occidentale des arts libéraux, qui se caractérisent par un apprentissage interdisciplinaire.
Parmi les universitaires et pédagogues associés aux réflexions de John Erskine, figurent Robert Hutchins, Mortimer Adler, Stringfellow Barr, Scott Buchanan, Jacques Barzun et Alexander Meiklejohn.
Leur conception était que la spécialisation croissante dans les collèges américains avait diminué la qualité de l'enseignement supérieur en omettant de présenter aux étudiants les œuvres les plus importantes de la civilisation occidentale. 
Ils étaient en désaccord à la fois avec la plupart des établissements d'enseignement supérieurs et les théories pédagogiques contemporaines. Des théoriciens de l'éducation comme Sidney Hook et John Dewey ne partageaient pas l'idée qu'il y avait des liens entre les différentes disciplines de l'éducation (par exemple, l'étude de la philosophie, de la logique formelle ou de la rhétorique pouvaient être utile en médecine ou en économie).
Un des résultats de cette réflexion fut la publication de Great Books of the Western World (en).

## Concept
Mortimer Adler donne trois critères pour pouvoir inclure une œuvre sur la liste des Œuvres marquantes :
- L’œuvre porte une signification contemporaine ; c'est-à-dire qu'elle présente un intérêt pour les enjeux et les problèmes de notre temps ;
- L’œuvre est inépuisable ; elle peut être lue et relue sans jamais tarir : « Il s'agit d'un critère exigeant, un idéal que n'atteignent pleinement qu’un petit nombre dont 511 œuvres que nous avions retenus » ;
- L’œuvre embrasse un grand nombre de grandes idées et de grandes questions qui ont occupé les esprits des penseurs au cours des 25 derniers siècles.

## Programmes d'études
Les programmes d'études sur les œuvres marquantes s'inspirent du mouvement des Great Books qui a débuté aux États-Unis dans les années 1920. Ils sont centrés sur la lecture de ces œuvres et sur une discussion ouverte de cette lecture guidée par le professeur. 

## Source de la traduction
- (en) Cet article est partiellement ou en totalité issu de l’article de Wikipédia en anglais intitulé « Great Books » (voir la liste des auteurs).